# Невинність на продаж (фільм, 2005)
«Невинність на продаж» (англ. «Selling Innocence») — канадсько-американський фільм 2005 року.

## Сюжет
16-річна Міа змагається з найпопулярнішою дівчиною в школі за увагу серцеїда Джастіна. Удома вона воює з матір'ю, що примушує її влаштуватися на роботу. Взявши участь у конкурсі юних талантів, Міа звертає на себе увагу Малколма, який представляється керівником модельної агенції. Він просто зачаровує і Міа, і її мати. Вони підписують контракт. Стилісти перетворюють Міа з «гидкого каченяти» у сексуального лебедя. Пара фотосеансів, рекламна кампанія, і вона — справжнісінька модна модель, просто секс-бомба для Інтернету. Але, побачивши присвячений собі платний сайт, Міа розуміє, що потрапила в пастку і їй доведеться рятувати своє життя.